# Fibbia (araldica)
In araldica la fibbia compare frequentemente solo nell'araldica francese e in quella inglese, mentre è molto più rara in quella italiana. La forma può essere sia rotonda che quadrata.

Di rosso, a tre fibbie d'oro (Gabriel de la Vallée, signore di Épône, Francia)
D'azzurro, alla croce scorciata, ricrociata, dal piede aguzzo d'oro, sormontata da tre fibbie rivoltate dello stesso, ordinate in fascia nel capo (Claude Seullaire di Sandaucourt, Francia, sec. XV)
D'argento, alla fascia d'azzurro, caricata di tre fibbie d'oro, accompagnata in capo da due teste di cinghiale di nero, e in punta da una stella di rosso (famiglia Labelle, Francia)
Di rosso, a tre fibbie quadrate d'argento, poste e ordinate in banda (famiglia Boos di Waldeck, Germania)

## Traduzioni
- Francese: boucle, floc, fermail
- Inglese: buckle